# KZ Engerhafe

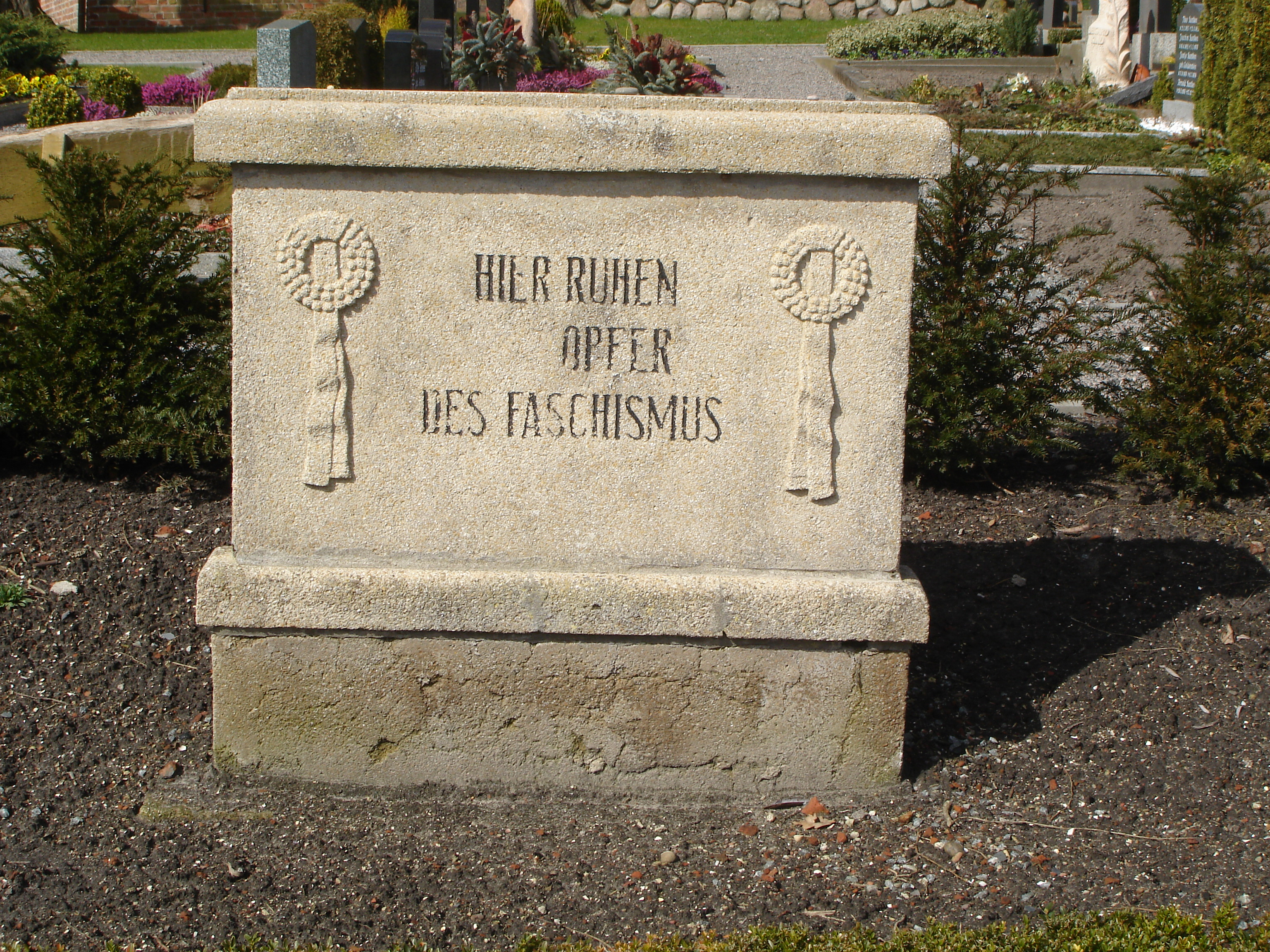
Mahnmal auf dem Friedhof von Engerhafe

Das Konzentrationslager Engerhafe lag im westlich von Aurich gelegenen Engerhafe, heute ein Ortsteil der Gemeinde Südbrookmerland. Es war in der Zeit des Nationalsozialismus das einzige Konzentrationslager in Ostfriesland. Es wurde am 21. Oktober 1944 als Außenlager des Konzentrationslagers Neuengamme im Zusammenhang mit dem Bau des so genannten Friesenwalls errichtet. Der Friesenwall war eine geplante, aber nur teilweise vollendete Wehranlage, die an der deutschen Nordseeküste gegen Ende des Zweiten Weltkriegs erstellt werden sollte. Am Bau waren die Lager Engerhafe, Meppen-Dalum und Versen, Husum-Schwesing, Ladelund sowie verschiedene Arbeitskommandos in Hamburg beteiligt. Das Lager Engerhafe war hierbei für die Errichtung von Panzergräben rund um die Stadt Aurich zuständig. Kurz vor der Fertigstellung der Rundumverteidigung Aurichs wurde das Lager am 22. Dezember 1944 aufgelöst. Innerhalb der zwei Monate seines Bestehens starben 188 Häftlinge.

## Geografische Lage

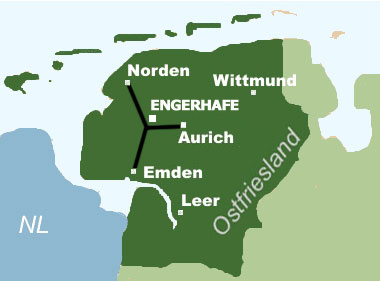
Geografische Lage des Außenlagers Engerhafe

Das Areal, auf dem 1942 zunächst das Arbeitslager und erst später das KZ-Außenlager Engerhafe errichtet wurde, liegt auf beiden Seiten des heutigen Dodentwenter Weges, zwischen Achterumsweg und der Kirche des Ortes Engerhafe in Ostfriesland. Circa drei Kilometer vom eigentlichen Lager entfernt befindet sich Georgsheil, wo sich die Bahnlinien nach Norden, Aurich und Emden treffen. Die Distanz zwischen Engerhafe und Georgsheil mussten die Gefangenen täglich zu Fuß bewältigen. Ab Georgsheil wurden sie dann mit der Bahn zu ihren Arbeitsplätzen in und um Aurich transportiert. Die Wahl des Standorts Engerhafe für das zu errichtende Außenlager erfolgte aufgrund der zentralen Lage zwischen Aurich, Emden und Norden, des bereits vorhandenen Lagerareals der Organisation Todt sowie der guten, ebenfalls bereits vorhandenen Transportwege. Nach Beendigung dieser Arbeiten stand das Lager zunächst leer.

## Vorgeschichte

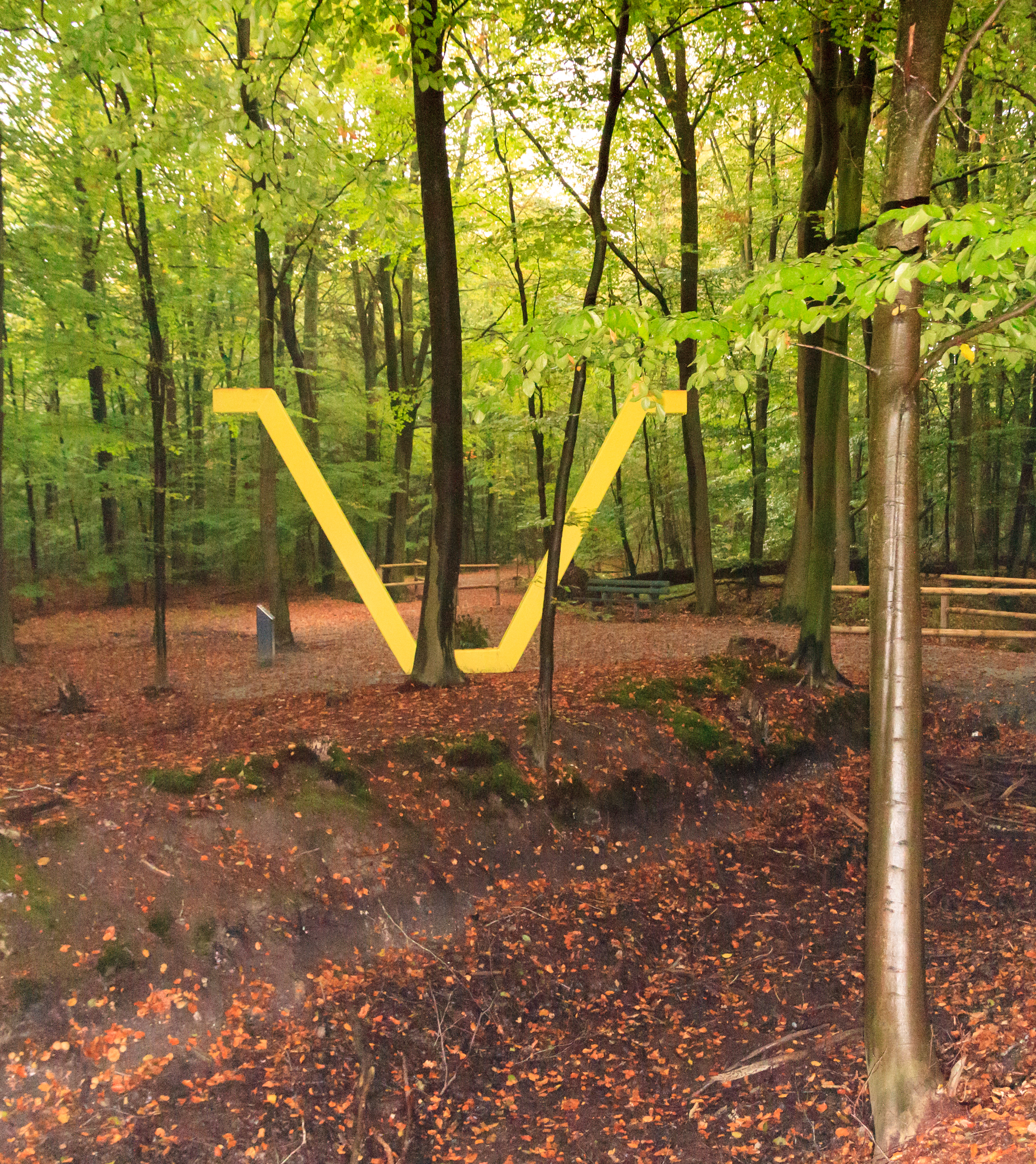
Denkmal zur Erinnerung an den Panzergrabenbau durch Insassen des Außenlager Engerhafe in Aurich. Im Vordergrund ist ein erhaltenes Teilstück des Grabens zu sehen.

Am 16. März 1942 beschlagnahmte die Organisation Todt im Einvernehmen mit dem Ortsbauernführer Pfarrgarten und Pfarrhaus der Kirchengemeinde in Engerhafe, deren Pfarrstelle zu jener Zeit vakant war, und errichtete ein Lager. Es bestand aus zwei größeren Baracken mit getrennten Schlaf- und Aufenthaltsräumen sowie Koch- und Waschgelegenheiten. Dieses Arbeitslager war nicht eingezäunt und auch nicht bewacht. Einwohner von Engerhafe konnten an Filmvorführungen im Aufenthaltsraum teilnehmen. Die Insassen waren niederländische Arbeitsdienstler im Wehrmachtseinsatz, die in Emden beim Bau umfangreicher Luftschutzanlagen zum Einsatz kamen.
Am 28. August 1944 befahl Adolf Hitler, die gesamte Nordseeküste mit mehreren Verteidigungslinien und Riegelstellungen, dem so genannten Friesenwall, zu befestigen. Teil des Planes war es, die Stadt Aurich zur Festung zu erklären und sie mit einem Panzergraben abzusichern. Dieser sollte vier bis fünf Meter breit und zwei bis drei Meter tief sein. Durch die schräg abfallenden Wände war die Grabensohle nur einen halben Meter breit.
Die militärische Bauführung lag zunächst beim Marine-Oberkommando Nordsee in Wilhelmshaven zusammen mit dem Generalkommando X in Hamburg. Die technische Bauleitung übernahmen die Wehrmacht und die Organisation Todt mit 50 Firmen. Für die unmittelbare Bauleitung wurde der Admiral Deutsche Bucht mit Sitz in Wilhelmshaven eingesetzt. Durch den durch den Krieg bedingten Mangel an Arbeitskräften zogen die Verantwortlichen hauptsächlich KZ-Häftlinge aus dem Lager Neuengamme für diese Arbeiten heran. Das Konzentrationslager Neuengamme ließ daraufhin für deren Unterbringung sieben Außenlager errichten; eines davon war Engerhafe.

## Außenlager Engerhafe

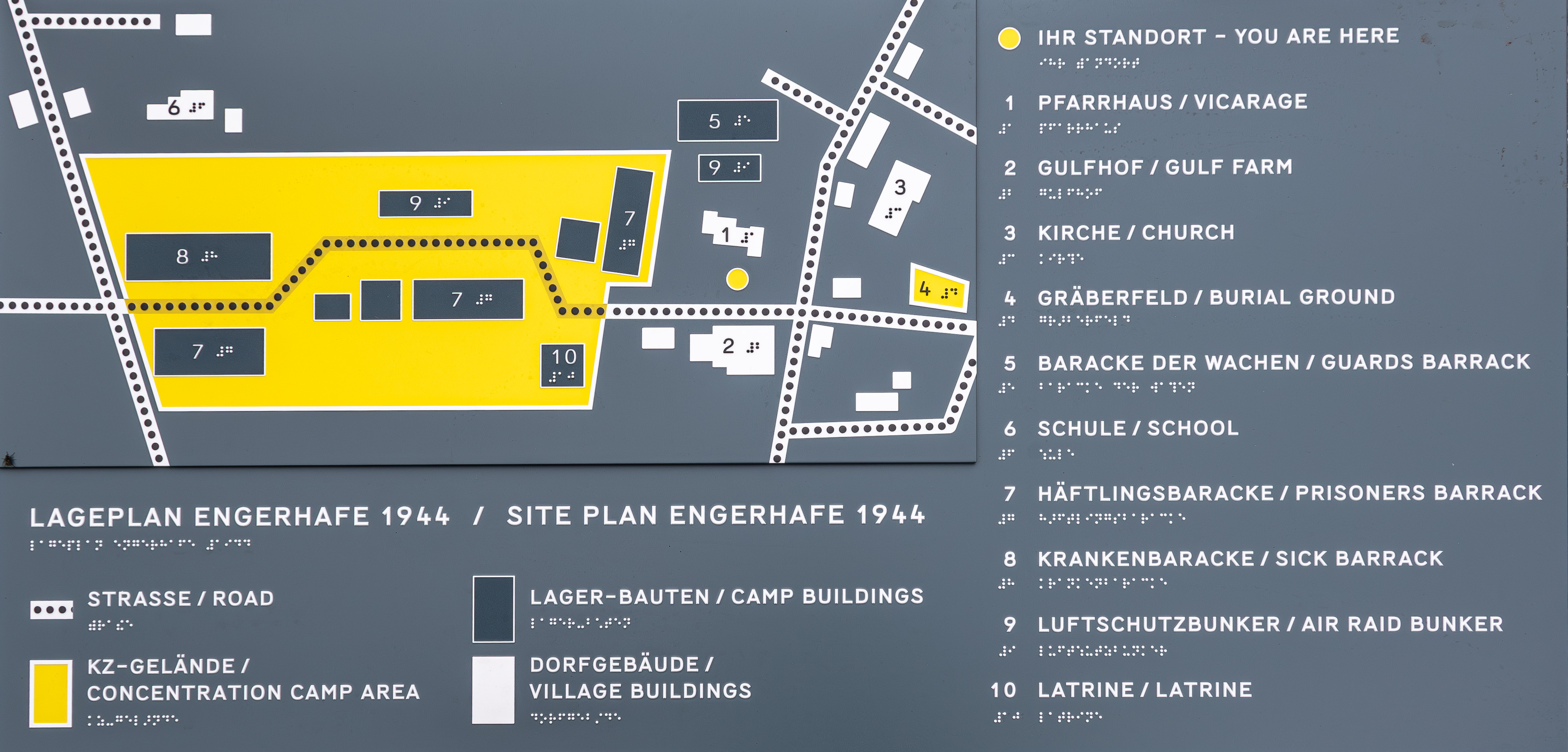
Plan des Lagers auf einer Informationstafel vor dem ehemaligen Pfarrhaus

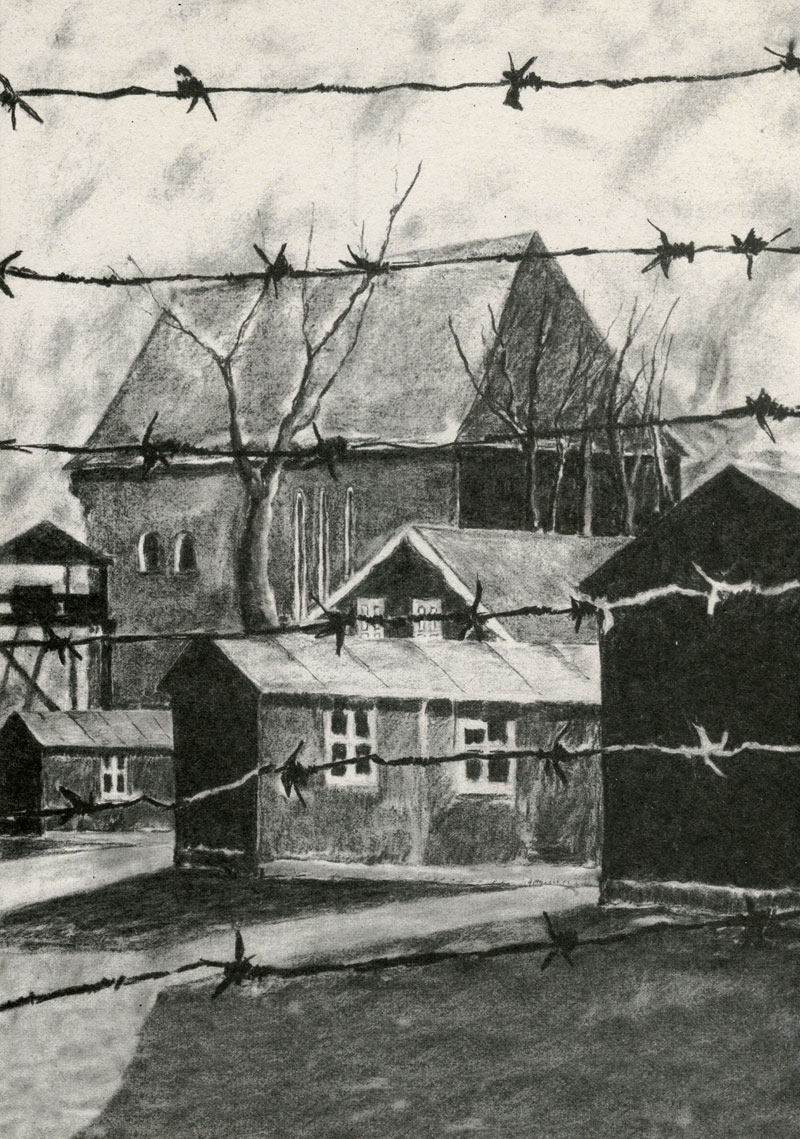
KZ und Kirche, 2000 auf Grundlage von Augenzeugenberichten entstandene Kohlezeichnung von Herbert Müller

Am 21. Oktober 1944 erfolgte die Umwandlung des Barackenlagers in ein Nebenlager des Konzentrationslagers Neuengamme. Für das Außenlager des KZ musste weiteres Land beschlagnahmt werden, nämlich Kirchenland nördlich der Pastorei, der Spielplatz der Engerhafer Volksschule sowie ein Streifen Privatland westlich des Dodentwenter Weges. Die ersten 400–500 Insassen wurden Mitte Oktober mit der Bahn nach Engerhafe transportiert. Der Transfer aus dem circa 250 Kilometer entfernten Konzentrationslager Neuengamme dauerte zwischen 20 und 30 Stunden. Dieses Vorauskommando, dem überwiegend handwerklich vorgebildete Häftlinge angehörten, musste innerhalb weniger Tage unter der Aufsicht von SS-Angehörigen das Barackenlager in ein KZ umwandeln, indem es das Lager wesentlich erweiterte und Sicherungsanlagen errichtete. Nach den Ermittlungen der Auricher Staatsanwaltschaft bestand das Lager nach Fertigstellung aus sieben größeren und einigen kleineren Baracken. Diese waren zur Tarnung mit steilen Dächern versehen, damit sie aus der Luft wie landwirtschaftliche Gebäude aussahen. Trotz der Kälte und Nässe waren die Räume nicht beheizt. Die hygienischen Verhältnisse waren schlecht. So gab es im Lager nur einen einzigen kleinen, völlig unzureichenden Waschraum, in dem sich die Häftlinge nur oberflächlich Gesicht und Hände waschen konnten. Als Toilette diente eine mit einem Balken versehene Grube. Gesichert war der Komplex durch vier Wachtürme an den Ecken sowie einen oben mit Stacheldraht versehenen Maschendrahtzaun, der Nachts zudem beleuchtet war.
Nach der Fertigstellung wurde das Lager dann mit weiteren Häftlingen belegt. Diese trafen auf dem Bahnhof Georgsheil – drei Kilometer von Engerhafe entfernt – in Viehwaggons ein und kamen aus ganz Europa. Überwiegend handelte es sich bei den Insassen um politische Gefangene aus Polen, den Niederlanden, Lettland, Frankreich, Russland, Litauen, Deutschland, Estland, Belgien, Italien, Dänemark, Spanien und der Tschechoslowakei. Sie waren als Widerstandskämpfer, Geiseln oder Zwangsarbeiter verhaftet worden. Soweit möglich brachte die Lagerleitung die Gefangenen nach Nationalität getrennt unter.
Ursprünglich war Engerhafe als provisorisches Sommerlager für bis zu 400 Arbeitsdienstler angelegt worden. Nach der Umwandlung in ein KZ-Außenlager hausten hier jedoch 2000 bis 2200 Häftlinge in drei 50 Meter langen und acht bis zehn Meter breiten, ungeheizten Baracken, in denen lediglich die Betten Platz hatten. In jeder Baracke gab es 40 Schlafplätze. Jeweils drei Schlafgelegenheiten standen übereinander, und in jedem Bett schliefen zwei oder drei Männer auf Strohsäcken. Dies leistete der Ausbreitung von Krankheiten und Ungeziefer Vorschub. Für jede Schlafstelle stand zudem eine Decke zur Verfügung. Zwischen den Bettreihen gab es einen schmalen Gang.
Die hygienischen Umstände im Lager waren so katastrophal, dass sich die Ungeziefer und Krankheiten rapide verbreiteten. „Als später die Ruhr überhandnahm, kam es auch vor, dass der flüssige Kot von den oberen Betten in die unteren floss.“ Auch die medizinische Versorgung war völlig unzureichend. Dem einzigen Arzt unter den Häftlingen standen weder Medikamente noch Verbandszeug zur Verfügung.
Die unmenschlichen Bedingungen, unter denen die Häftlinge untergebracht waren, forderten schon bald erste Todesopfer. Am 4. November wurden die ersten vier Insassen beerdigt. Zwei Tage später waren schon zehn Insassen tot. Die Kirchenchronik vom 6. November 1944 vermerkt dazu: „Das Barackenlager im Pfarrgarten ist seit einiger Zeit in ein Gefangenenlager verwandelt und sehr stark belegt worden. Es sind Todesfälle eingetreten, bis zum heutigen Tag zehn.“
Der Tagesablauf der Gefangenen sah in etwa so aus: Morgens um 4 Uhr weckten SS-Aufseher die Gefangenen, danach bekamen sie ein Stück Brot, etwas Marmelade und je 20 Gramm Margarine und Wurst zum Frühstück. Es folgte der Zählappell. Anschließend marschierte der größte Teil der Insassen in Fünferreihen eingehakt zum zwei Kilometer entfernten Bahnhof von Georgsheil, von wo aus sie im offenen Güterwagen nach Aurich fuhren. Nach dieser kurzen Ruhepause stiegen sie noch vor Erreichen des Auricher Bahnhofs aus. Es folgte ein weiterer langer Marsch durch Aurich hindurch zur Arbeitsstelle. Dort leisteten die geschwächten Männer Schwerstarbeit: Mit für diese Arbeit ungeeigneten Kohleschaufeln gruben sie bis zu zweieinhalb Meter tiefe Erdlöcher in den zähen Lehmboden, wobei sie oft stundenlang bis zu den Knien im Wasser standen. Dabei mussten die Männer so lange arbeiten, wie es hell war. Spät abends ging es dann zurück nach Engerhafe. Auf dem Rückweg kam es immer wieder zu brutalen Übergriffen von durch die Wachmannschaften dazu veranlassten Kapos auf Gefangene, die das Tempo der Marschkolonne nicht halten konnten, weil sie zu erschöpft waren. Dort erhielten die Häftlinge ein Abendessen, das meist aus einer Wassersuppe mit Kohl und einigen Pellkartoffeln bestand.
Die Hauptaufgabe der Gefangenen war die Errichtung eines Panzergrabens rund um die Stadt Aurich im Zusammenhang mit dem Bau des sogenannten Friesenwalls. Am 15. Dezember 1944 begann der Rücktransport von 500 Schwerstkranken nach Neuengamme. Am 22. Dezember 1944 ließ die SS das Lager räumen und transportierte die KZ-Häftlinge zurück ins Stammlager Neuengamme. Zehn Tage später galt die Rundumverteidigung Aurichs als vollendet. 188 Menschen sind von Oktober bis Dezember 1944 im Konzentrationslager Engerhafe zu Tode gekommen. Als Todesursache wurde in den Kirchenbüchern blutige Diarrhoe angegeben.

## Lagerorganisation

### Kommandantur
Geleitet wurde das KZ Engerhafe von SS-Oberscharführer Erwin Seifert, einem der wenigen Volksdeutschen in einer Leitungsposition. Bevor er den Posten in Engerhafe übernahm, gehörte er dem Kommandanturstab des Konzentrationslagers Sachsenhausen an. Nach der Auflösung des KZ-Nebenlagers war er angeblich Leiter der Schulungsabteilung im Stammlager Neuengamme.

### Wachpersonal
Die Wachmannschaft des Lagers bestand regelmäßig aus vier Männern aus den SS-Totenkopfverbänden, denen 50–60 Marinesoldaten sowie einige ältere, nicht mehr felddienstfähige Heeressoldaten zur Seite standen. Engerhafe war eines von rund 80 Außenkommandos des KZ Neuengamme und eines von über 340 Lagern im gesamten Deutschen Reich. Die SS-Totenkopfverbände, die Wachmannschaften in den Lagern stellten, waren zur Bewachung all dieser Lager längst nicht mehr ausreichend. Dies führte in Engerhafe dazu, dass nur der Lagerkommandant und wenige Unterscharführer zur SS gehörten, während die Wachmannschaften aus Soldaten der Marine bestanden. Adolf Hitler hatte ihren Einsatz 1944 persönlich befohlen. Für ihren Einsatz in den Lagern wurden sie notdürftig ausgebildet, unter anderem mit Zeichnungen aus einem Bilderbuch für KZ-Wachmannschaften.

## Reaktion der Bevölkerung

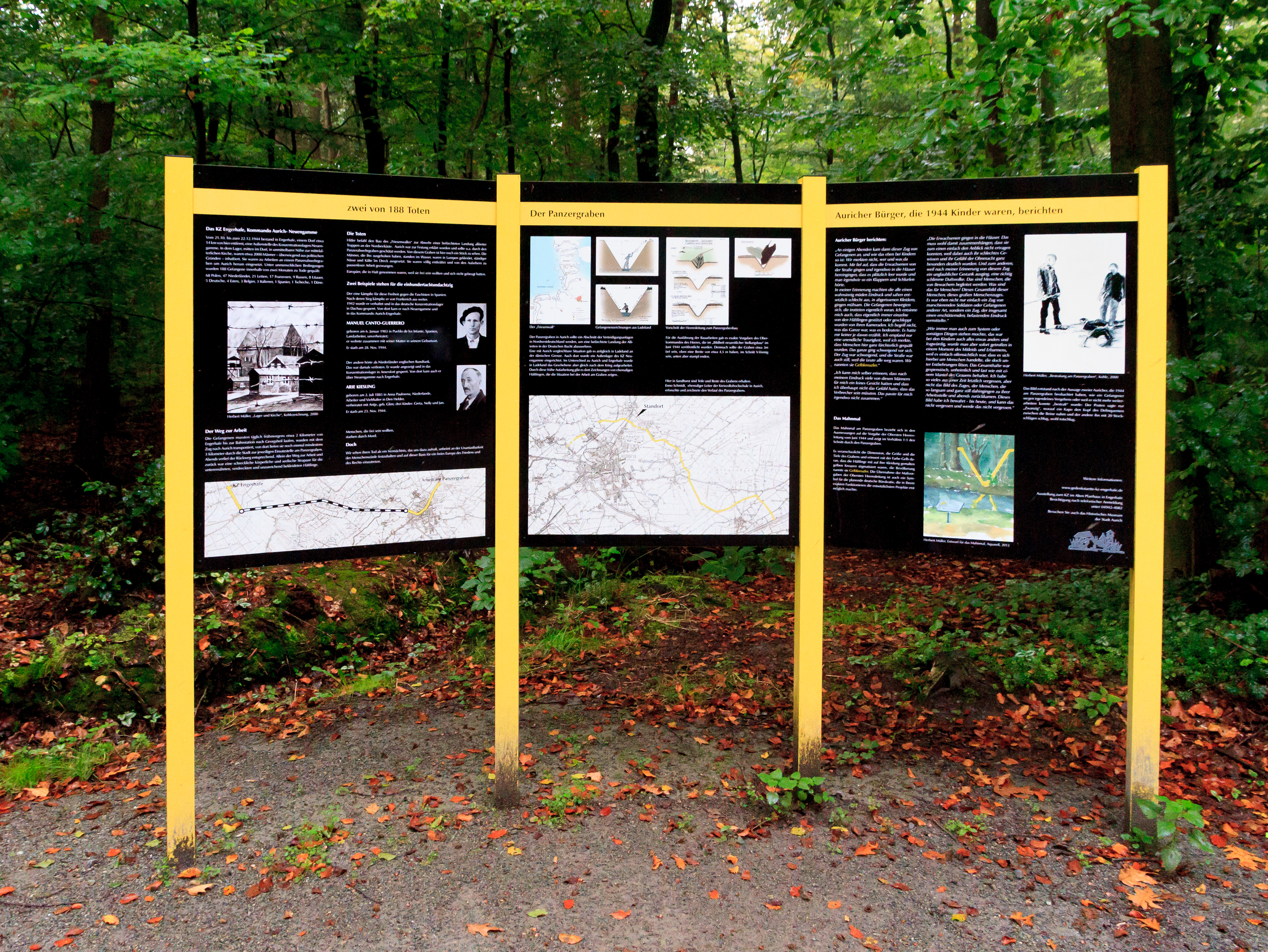
Gedenktafel am Friesenwall mit Zeitzeugenberichten

Es darf als gesichert gelten, dass viele Menschen von der Existenz des Lagers wussten. Schließlich wurden die Insassen auf ihrem Weg zu den Arbeitsplätzen in Aurich durch die Stadt getrieben. Das Ostfriesland-Magazin berichtet davon, dass die Bürger den Zug der Gefangenen – der sogenannten Gelbkreuzler – ängstlich aus der Distanz beobachteten und es vorzogen, in ihre Häuser zu gehen, da sie den Anblick nicht ertragen konnten. Ein Augenzeuge aus Aurich bemerkt dazu: „[…] dass sie zum einen einfach den Anblick nicht ertragen konnten, weil dabei auch ihr schlechtes Gewissen und ihr Gefühl der Ohnmacht ganz besonders deutlich wurden. Und zum anderen, weil nach meiner Erinnerung von diesem Zug ein unglaublicher Gestank ausging, eine richtige schlimme Duftwolke“.
Aufgrund von Protesten aus der Bevölkerung erhielten die Gefangenen schließlich eine Schubkarre für den Transport der Toten. Bis dahin hatten sie diese auf dem Weg zurück in das Lager an den Füßen hinter sich herschleifen müssen, da sie keine Kraft mehr hatten, die Leichen anderweitig zu transportieren. Dabei schlug der Kopf immer wieder auf das Pflaster auf.
Ursprünglich führten die Bewacher die Gefangenen durch die Stadt. Später wurden sie außerhalb der Wohngebiete zur Arbeit geführt, da sich Beschwerden aus der Bevölkerung über den Anblick der ausgehungerten Häftlinge häuften.
Doch es gibt auch Berichte darüber, dass Dorfbewohner den Gefangenen gelegentlich etwas Essen zusteckten. So etwa der Müller der Vosbergmühle in Aurich. An dieser Mühle entstand ein Auffanglager für die Arbeitsunfähigen und völlig entkräfteten Zwangsarbeiter des KZ-Außenlagers Engerhafe. Die SS hatte einen Stall der Mühle beschlagnahmt und hatte selbstverständlich auch die Schlüssel, so dass keine Bewachung notwendig war. Entkräftete Häftlinge wurden von den SS Aufsehern in die Scheune gesperrt und mussten sich abends wieder der Gruppe anschließen. Der Müller hatte jedoch einen Zweitschlüssel und schaffte es so, den Gefangenen unbemerkt Brot, Tee oder Suppe zu geben. Elke Suhr berichtet weiterhin von Schulkindern, welche den Häftlingen durch den Lagerzaun, der an den Schulhof angrenzte, Pausenbrote zusteckten.

## Nach 1945

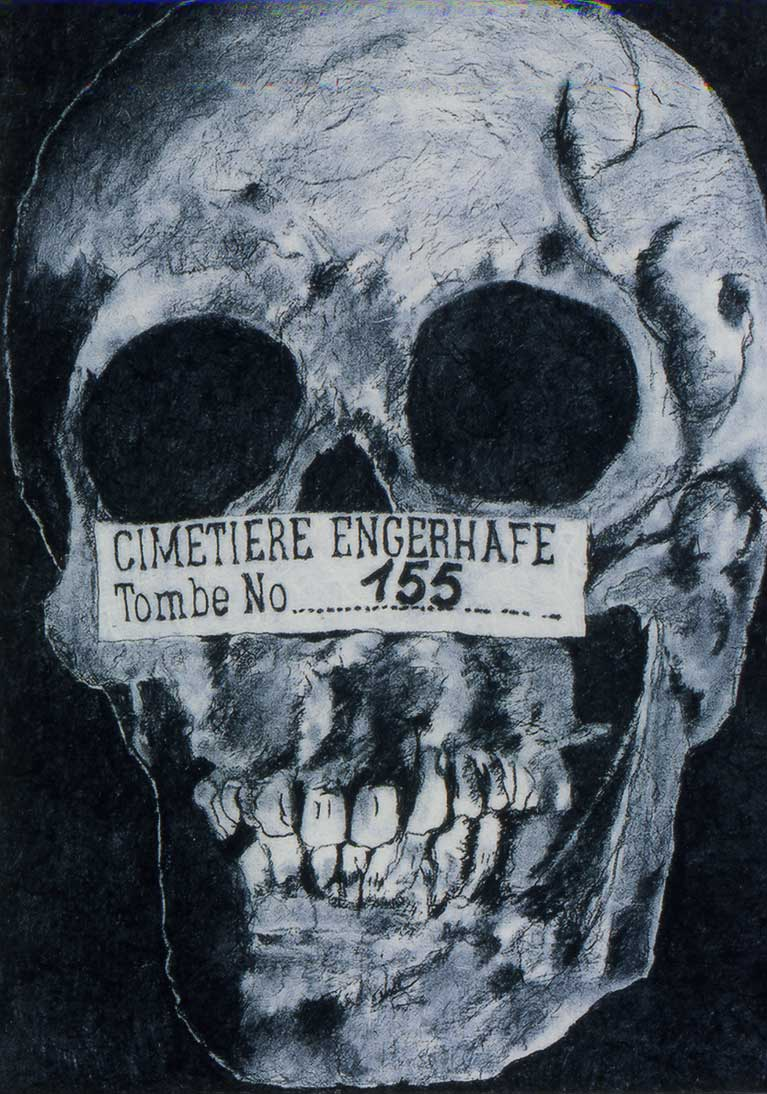
Schädelportrait Nr. 155, Kohlezeichnung von Herbert Müller

Der ehemalige Lagerleiter Erwin Seifert, ein sudetendeutscher SS-Mann aus der Tschechoslowakei, wurde 1966 von der Auricher Staatsanwaltschaft vor Gericht gestellt, allerdings nie verurteilt. Vier Jahre nach Beginn stellte das Gericht das Verfahren wegen Nichtbeweisbarkeit des Mordvorwurfs und der Verjährung anderer Klagevorwürfe ein. Das Landgericht Köln verurteilte ihn schließlich 1972 wegen seiner Vergehen im KZ Sachsenhausen zu einer mehrjährigen Haftstrafe.
Der französische Suchdienst ließ die Leichen 1952 exhumieren und identifizieren. Hilfreich war dabei das Friedhofs-Lagerbuch der Kirchengemeinde Engerhafe, welches die Namen, Geburtsdaten und Nationalitäten der auf dem Engerhafer Kirchhof bestatteten KZ-Häftlinge aufführt. So konnte der Suchdienst nahezu alle Leichen identifizieren. Unter den 188 Toten, die in Engerhafe beerdigt worden waren, befanden sich: 68 Polen, 47 Niederländer, 21 Letten, 17 Franzosen, neun Russen, acht Litauer, fünf Deutsche, vier Esten, drei Belgier, drei Italiener sowie je ein Däne, Spanier und Tscheche. „Bei der Exhumierung stellte sich heraus, dass im nördlichen Teil des Feldes bis 1,70 m tiefe Gräber vorhanden waren, während die Leichen im südlichen Bereich nur mit einer 40–60 cm dünnen Erdschicht bedeckt war. Die ersten zehn waren noch in fünf Holzkisten verfrachtet, die darauffolgenden nur noch mit Dachpappe und Draht umwickelt, und die übrigen – offensichtlich war das Bestattungsmaterial gänzlich aufgebraucht – wurden in Papiersäcken oder völlig nackt verscharrt.“
Die sterblichen Überreste der Franzosen und eines Teils der Niederländer wurden nach der Identifizierung in ihre Heimat überführt, diejenigen der übrigen identifizierten Niederländer kamen 1954 zum Heeger-Friedhof in Osnabrück. Von dort wurden sie 1955 auf den Stoffeler-Friedhof in Düsseldorf umgebettet. Die verbliebenen Toten sind wieder auf dem Engerhafer Friedhof beerdigt worden.
Die Baracken wurden nach Kriegsende sofort geplündert. Fotos vom Lager gibt es nicht. Einzig die spärlichen Überreste der mit Erde verfüllten Mauern der Latrinengrube sind heute sichtbar. Wann die anderen Gebäude abgetragen wurden, ist nicht mehr zu ermitteln.
Von den um Aurich errichteten Gräben sind heute nur noch Reste sichtbar, so beispielsweise im Heikebusch und im Finkenburger Gehölz. Den Großteil mussten internierte deutsche Soldaten nach Kriegsende im Frühjahr und Sommer 1945 zuschütten.

## Gedenkstätte

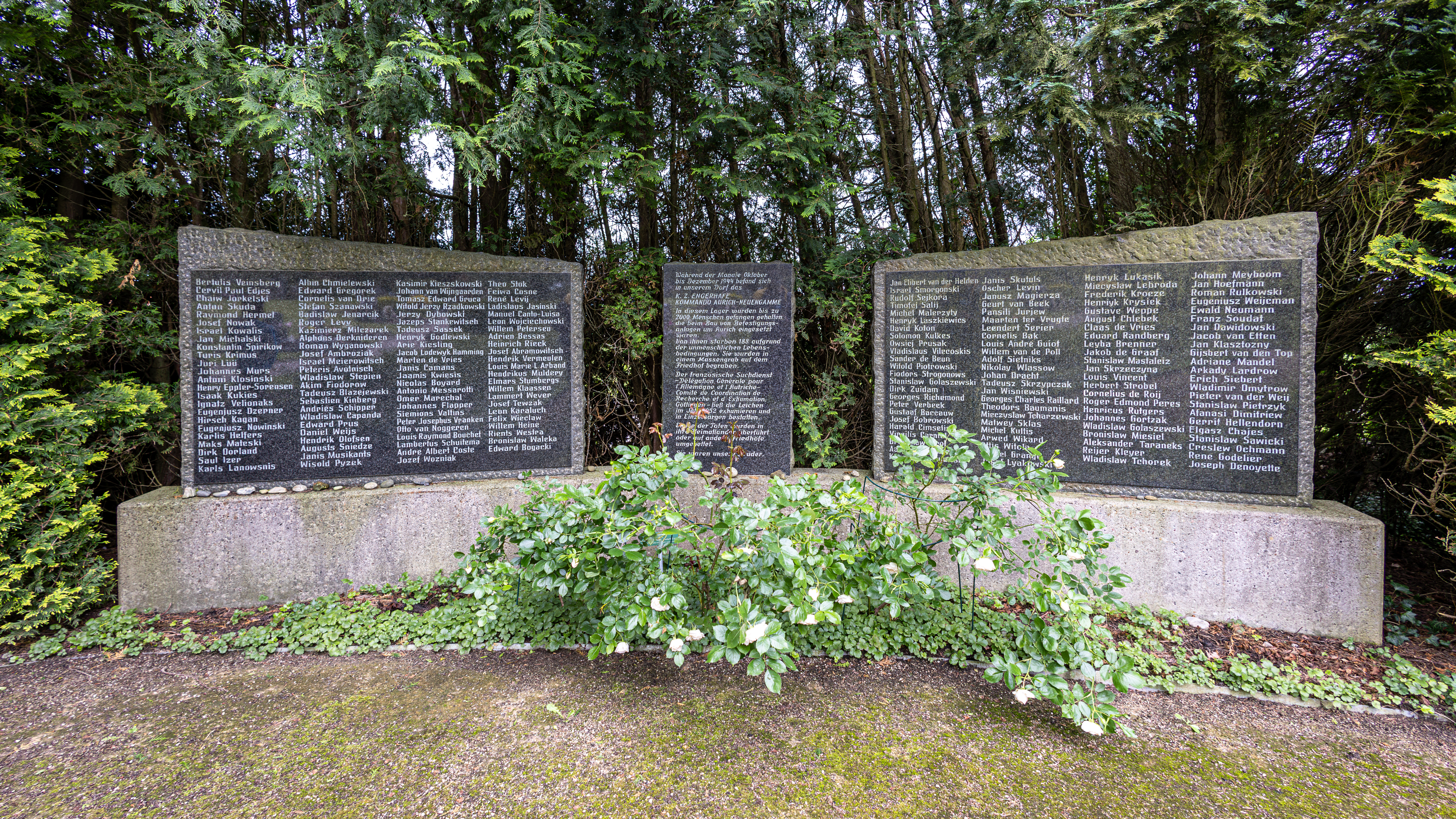
Mahnmal mit den Namen der 188 Opfer des Lagers

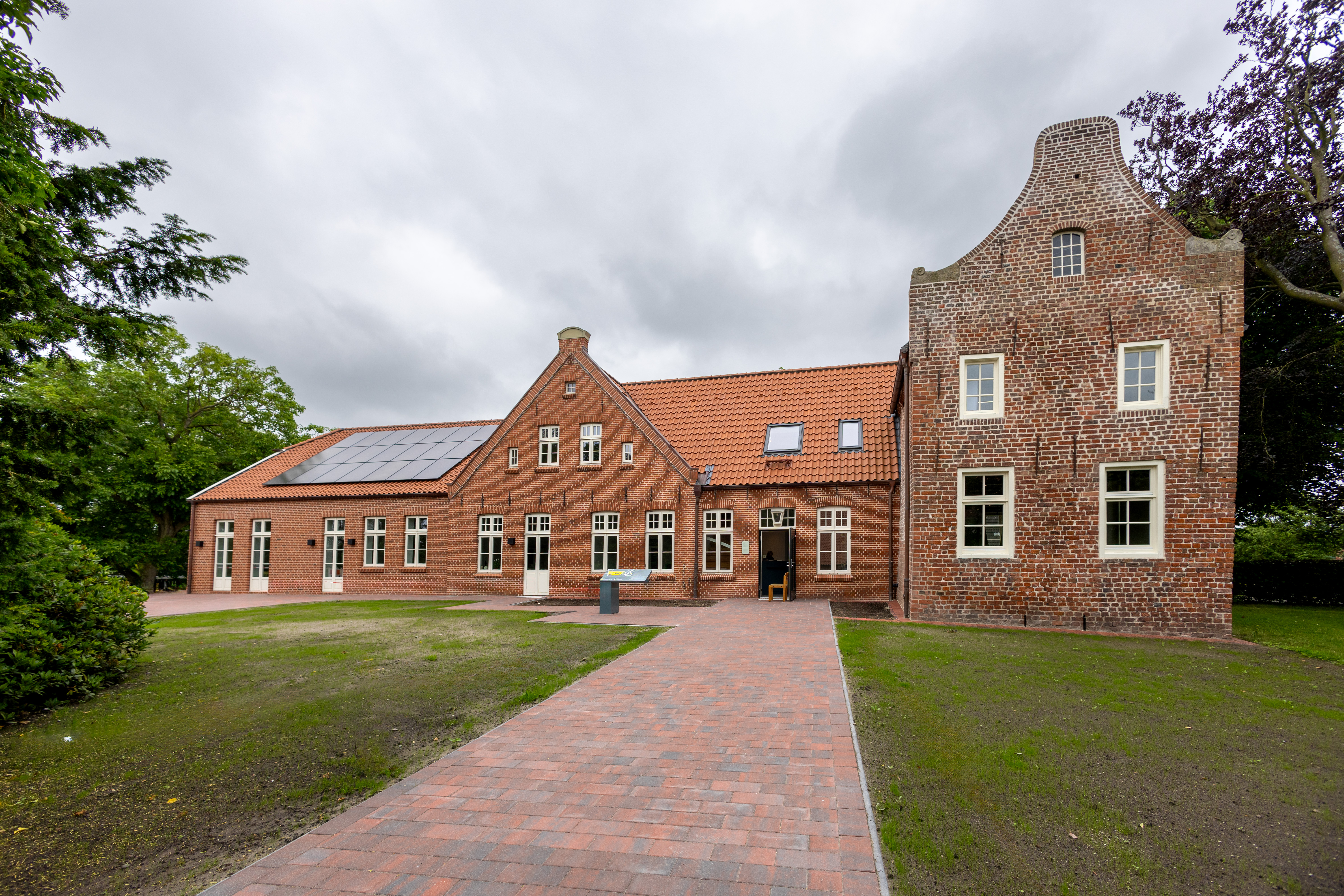
Das ehemalige Pfarrhaus

Kurz nach Kriegsende richtete die Vereinigung der Verfolgten des Naziregimes auf dem Friedhof der Kirchengemeinde Engerhafe eine Gedenkstätte ein, die sie mit einer niedrigen Hecke umgab. Ein flacher Gedenkstein an der Nordseite vor dem Glockenturm erhielt damals die Aufschrift: „Hier ruhen ?.?.?. Opfer des Faschismus“.
1989 wurden drei weitere Gedenksteine errichtet. Auf den beiden äußeren Gedenksteinen sind die Namen der 188 Opfer des Lagers verewigt. Der mittlere Gedenkstein trägt die Inschrift: „Während der Monate Oktober bis Dezember befand sich in unserem Dorf das K. Z. ENGERHAFE KOMMANDO AURICH-NEUENGAMME. In diesem Lager wurden bis zu 2000 Menschen gefangen gehalten, die beim Bau von Befestigungsanlagen um Aurich eingesetzt waren. Von Ihnen starben 188 aufgrund der unmenschlichen Lebensbedingungen. Sie wurden in einem Massengrab auf dem Friedhof begraben. Der französische Suchdienst – Délégation Générale pour l’Allemagne et l’Autriche – Comité de Coordination de Recherche et d’Exhumation, Göttingen – ließ die Leichen im Jahr 1952 exhumieren und in Einzelsärgen bestatten. Einige der Toten wurden in ihre Heimatländer überführt oder auf andere Friedhöfe umgebettet. Sie waren unsere Brüder.“ In Engerhafe verblieben 137 Gräber. Das Ehrenfeld, in dem sie ruhen, wurde 2016 neu gestaltet. Seither gibt es durch individuelle Grabsteine deutlich sichtbare Einzelgräber.

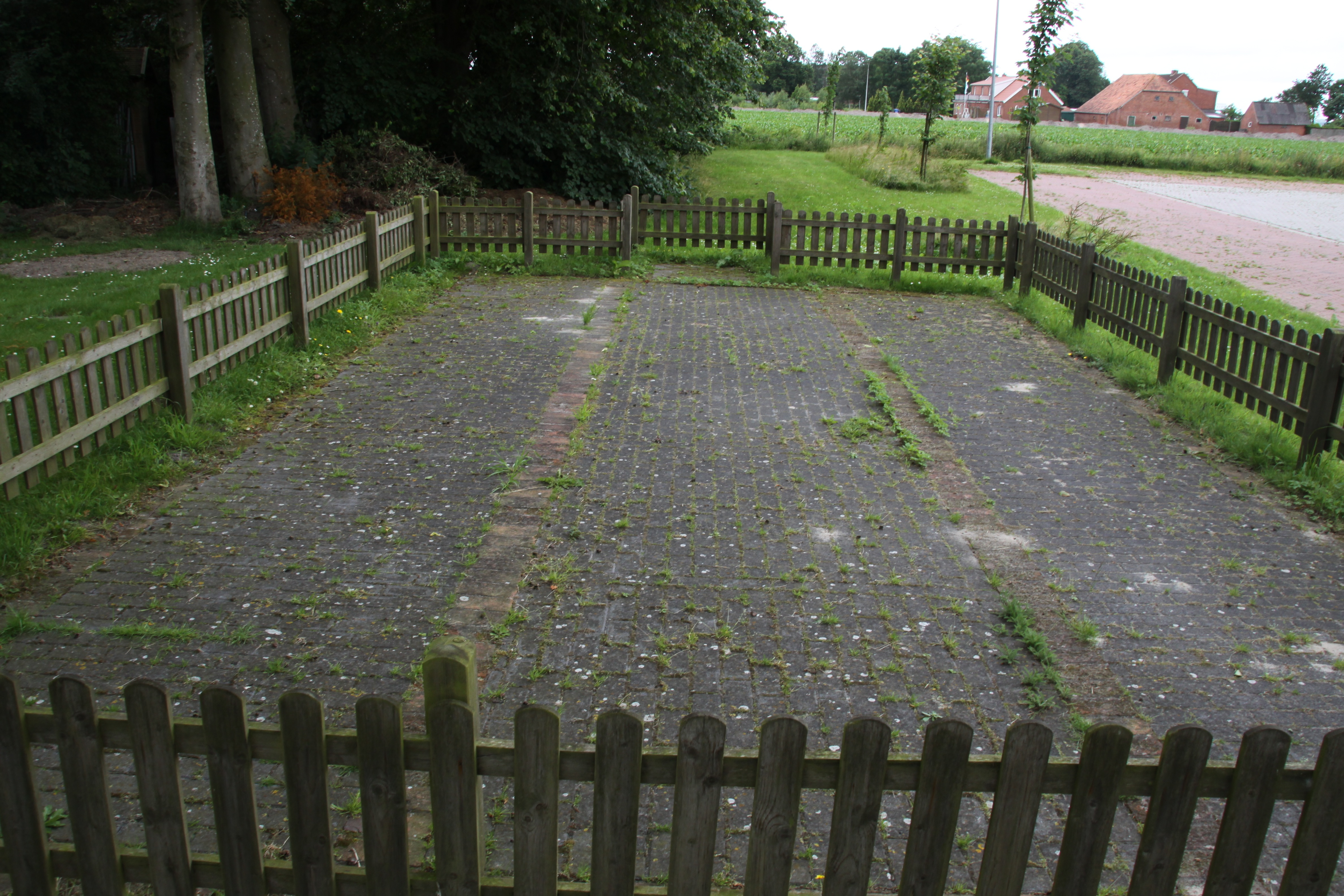
Grundriss der Latrinengrube

2003 begann die Gemeinde Südbrookmerland, zu der Engerhafe seit 1973 gehört, den letzten verbliebenen Rest des Lagers – den Grundriss einer Latrinengrube – wieder sichtbar zu machen und in die Gedenkstätte zu integrieren. 2011 zeigte der Verein Gedenkstätte Engerhafe in der alten Pastorei, einem alten Steinhaus, erstmals eine Ausstellung über das Lager. Von 2022 bis 2024 ließ die Kirchengemeinde das Pastorat renovieren. In dieser Zeit blieb die Ausstellung geschlossen und wurde grundlegend überarbeitet.

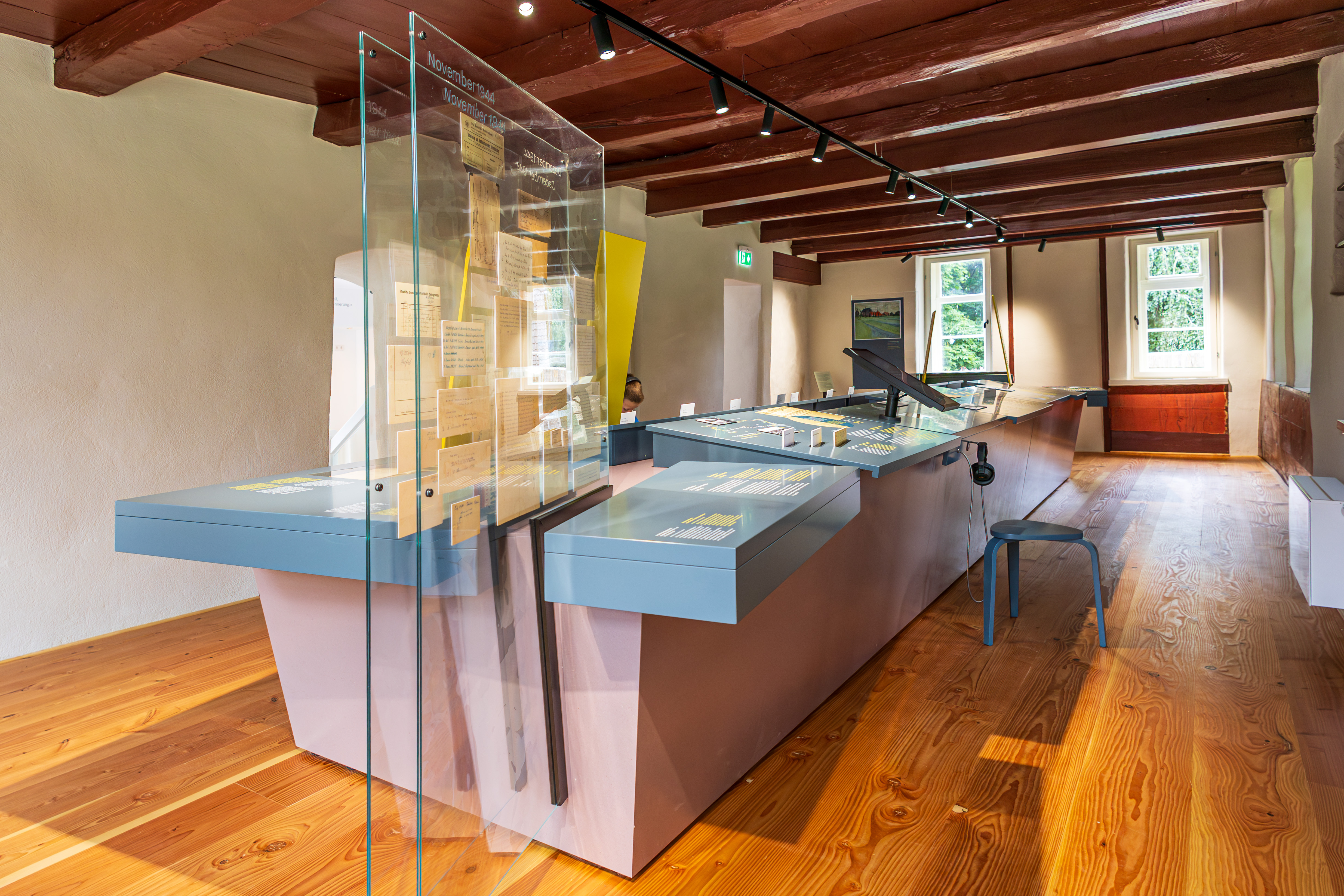
Ausstellung im ehemaligen Pfarrhaus

Seit 1. September 2021 ist eine Historikerin als hauptamtliche Mitarbeiterin für die KZ-Gedenkstätte tätig. Die Dauerausstellung wurde bis 2024 im historischen Pfarrhaus Engerhafe als außerschulischer Lernort konzipiert. Sie informiert nun über die Zwangsarbeit für die Wehrmacht auf der gesamten ostfriesischen Halbinsel. Zum Nationalsozialistischen Lagerkomplex in der Region gehörten neben den beiden Außenlagern des KZ Neuengamme in Engerhafe und Wilhelmshaven Außenlagern vom KZ Neuengamme in Engerhafe mehr als 400 weitere Straf- und Arbeitslager. Die Ausstellung zeigt historische Fotos und Dokumente. Schautafeln und Hintergrundinformationen ordnen das Gezeigte ein. Dazu gibt es Multimedia-Stationen für die weitere Recherche. Eine Animation visualisiert den Brief einer Zwangsarbeiterin an ihre Schwester. Auch Zeitzeugen, darunter ein Gehilfe des damaligen Totengräbers sowie vier KZ-Überlebende kommen in der Ausstellung zu Wort. Zur Ausstellung gehört auch ein Rundweg über das ehemalige Lagerareal.
Der Maler Herbert Müller hat sich seit 1989 in seiner Kunst mit diesem Lager beschäftigt. Es entstand eine Reihe von Gemälden und Zeichnungen, welche die Situation aus dem Jahre 1944 mit künstlerischen Mitteln rekonstruieren, die Situation der gefangenen Menschen darstellen und Dokumente, die Totenzettel und den Grabungsbericht der alliierten Kommission über die Funde aus den Massengräbern einarbeiten. Grundlagen für die Arbeit sind Erzählungen von Zeitzeugen, ehemaligen Häftlingen aus Engerhafe und Aurich, der Bericht von Martin Wilken, Dokumentationsmaterial der alliierten Kommission von 1952 und zeichnerische Studien vor Ort.